# ديفيد ريزمان
ديفيد ريزمان (بالإنجليزية: David Riesman)‏‏ (1867 - 1940) طبيب، وعالم أمراض أمريكي مولود في ألمانيا. يُعرف لوصفه علامة ريزمان.